# Teorema di disintegrazione
In matematica, in particolare nell'ambito della teoria della misura e della teoria della probabilità, il teorema di disintegrazione definisce rigorosamente l'idea di una restrizione non banale della misura a un sottoinsieme di misura nulla dello spazio di misura che si utilizza.
La "disintegrazione" può essere vista come la procedura inversa alla costruzione della misura prodotto.

## Enunciato
Sia {\displaystyle P(X)} una collezione di misure di probabilità di Borel su uno spazio metrico {\displaystyle (X,d)}. Siano inoltre {\displaystyle Y} e {\displaystyle X} due spazi di Radon (ovvero spazi metrici separabili sui quali ogni misura di probabilità è una misura di Radon). Considerando una delle misure di probabilità {\displaystyle \mu \in P(Y)}, sia {\displaystyle \pi :Y\to X} una funzione misurabile rispetto alla sigma-algebra di Borel e {\displaystyle \nu \in P(X)} la misura push-forward {\displaystyle \nu =\pi _{*}(\mu )=\mu \circ \pi ^{-1}}.
Allora esiste quasi ovunque una famiglia di misure di probabilità {\displaystyle \{\mu _{x}\}_{x\in X}\subseteq P(Y)} tale che:
- la mappatura {\displaystyle x\mapsto \mu _{x}(B)} è una funzione misurabile rispetto alla sigma-algebra di Borel per ogni insieme {\displaystyle B\subseteq Y} misurabile rispetto alla relativa misura di Borel;
- {\displaystyle \mu _{x}} assume valori non nulli sulla fibra {\displaystyle \pi ^{-1}(x)}, ovvero per quasi tutti (rispetto a {\displaystyle \nu }) gli {\displaystyle x\in X} si ha:

{\displaystyle \mu _{x}\left(Y\setminus \pi ^{-1}(x)\right)=0}
e dunque:
{\displaystyle \mu _{x}(E)=\mu _{x}(E\cap \pi ^{-1}(x))}
- per ogni funzione Borel-misurabile {\displaystyle f:Y\to [0,\infty ]} si ha:

{\displaystyle \int _{Y}f(y)\,\mathrm {d} \mu (y)=\int _{X}\int _{\pi ^{-1}(x)}f(y)\,\mathrm {d} \mu _{x}(y)\mathrm {d} \nu (x)}
In particolare, per ogni evento {\displaystyle E\subseteq Y}, assumendo che {\displaystyle f} sia la funzione indicatrice di {\displaystyle E} si ha:
{\displaystyle \mu (E)=\int _{X}\mu _{x}\left(E\right)\,\mathrm {d} \nu (x)}